# Farming Simulator

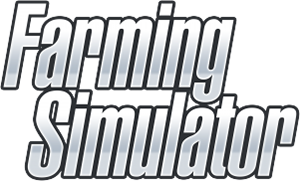
Logo utilizzato nelle versioni Farming Simulator 14, 15, 16, 17, 18, 19, 20, 22, 25 e la versione VR

Farming Simulator è una serie di videogiochi di simulazione di agricoltura e allevamento sviluppati da GIANTS software e pubblicata da Focus Home Interactive dal (2013-2020), Excalibur Publishing (2008–2012) e adesso pubblicata da Astragon (2008–presente). Le mappe di gioco sono basate su ambienti americani ed europei. I giocatori sono in grado di coltivare, allevare bestiame e raccogliere il frutto del tempo speso in gioco. Farming Simulator ha venduto oltre quattro milioni di copie. Esistono versioni del gioco per PC, Xbox 360, PS3, Xbox One, PS4, PS5, Nintendo, Android, IOS, Meta Quest 2, Meta Quest 3, Meta Quest 3S e Meta Quest Pro. La versione per Wii a causa di gravi problemi con l'hardware non è mai stata pubblicata.

## Multigiocatore
Farming Simulator 2011 è stato il primo titolo della serie ad avere una modalità multiplayer e tutti i titoli successivi eccetto il ventesimo e ventitreesimo godono di un multiplayer con un massimo di 16 giocatori. Su PC e console di ultima generazione il multiplayer è funzionante esclusivamente tramite connessione internet, mentre su dispositivi mobile è disponibile la modalità con connessione Bluetooth o WI-FI.

## Videogiochi
| Nome                              | Data di rilascio                               | Piattaforme                                                           | Specie di animali                                           | Mappe standard                                 |
| --------------------------------- | ---------------------------------------------- | --------------------------------------------------------------------- | ----------------------------------------------------------- | ---------------------------------------------- |
| Farming Simulator 2008            | 14 aprile, 2008                                | Microsoft Windows                                                     | Nessuno                                                     | Giants Island                                  |
| Farming Simulator 2009            | 30 marzo, 2009                                 | Microsoft Windows                                                     | Nessuno                                                     | Giants Island                                  |
| Farming Simulator 2011            | 29 ottobre, 2010                               | Microsoft Windows, Mac OS X                                           | Vacche                                                      |                                                |
| Farming Simulator 2012            | 30 marzo, 2012                                 | Android, iOS, Nintendo 3DS                                            |                                                             |                                                |
| Farming Simulator 2013            | 25 ottobre, 2012                               | Microsoft Windows, Mac OS X, PlayStation 3, Xbox 360                  | Vacche, Pecore, Galline                                     | Hagenstedt                                     |
| Farming Simulator 14              | 28 novembre, 2013                              | Android, iOS, Windows Phone, Nintendo 3DS, Kindle Fire, PS Vita       | Mucche                                                      |                                                |
| Farming Simulator 15              | PC: 30 ottobre, 2014, Console: 19 maggio, 2015 | Microsoft Windows, OS X, PS4, PS3, Xbox 360, Xbox One                 | Vacche, Pecore, Galline                                     | Bjornholm, Westbridge Hills                    |
| Farming Simulator 16              | 8 maggio, 2015                                 | Android, iOS, Windows Phone, Kindle Fire, PS Vita, Fire For Kids      | Vacche, Pecore                                              |                                                |
| Farming Simulator 17              | 25 ottobre, 2016                               | Microsoft Windows, macOS, PS4, Xbox One                               | Vacche, Pecore, Galline, Maiali                             | Goldcrest Valley, Sosnovka                     |
| Farming Simulator 18              | 6 giugno, 2017                                 | Android, iOS, Nintendo 3DS, PS Vita                                   | Vacche, Pecore, Maiali                                      |                                                |
| Farming Simulator Nintendo Switch | 7 novembre, 2017                               | Nintendo Switch                                                       | Vacche, Pecore, Galline, Maiali                             | Goldcrest Valley, Sosnovka                     |
| Farming Simulator 19              | 20 novembre, 2018                              | Microsoft Windows, macOS, PS4, Xbox One, Stadia                       | Vacche, Pecore, Galline, Maiali, Cavalli                    | Ravenport, Felsbrunn                           |
| Farming Simulator C64 Edition     | 2018                                           | Microsoft Windows, Commodore 64                                       |                                                             |                                                |
| Farming Simulator 20              | 3 dicembre, 2019                               | Android, iOS, Nintendo Switch                                         | Vacche, Pecore, Maiali, Cavalli                             | Blue Lake Valley                               |
| Farming Simulator 22              | 22 novembre, 2021                              | Microsoft Windows, macOS, PS4, PS5, Xbox One, Xbox Series X/S, Stadia | Vacche, Pecore, Galline, Maiali, Cavalli, Api               | Elmcreek, Erlengrat, Haut-Beyleron             |
| Farming Simulator 23              | 23 maggio, 2023                                | Nintendo Switch, IOS, Android                                         | Vacche, Pecore, Galline, Maiali, Cavalli                    | Amberstone, Neubrunn                           |
| Farming Simulator 25              | 12 novembre, 2024                              | Microsoft Windows, macOS, PS5, Xbox Series X/S                        | Vacche, Pecore, Galline, Maiali, Cavalli, Cani, Api, Bufali | Riverbead Springs, Hutan Pantai, 1 in più, TBA |
| Farming Simulator VR              | 28 febbraio 2025                               | Meta Quest 2, Meta Quest 3, Meta Quest 3S e Meta Quest Pro            | Vacche, Pecore, Galline, Maiali, Cavalli, Api               | -                                              |

## Mod
In Farming Simulator (eccetto quelli da mobile) è possibile aggiungere contenuti aggiuntivi tramite mod. Esse possono aggiungere vari componenti come veicoli, utensili e mappe che si vanno a sommare a quelli già presenti nel gioco originale.